# Hepatus pudibundus
Hepatus pudibundus är en kräftdjursart som först beskrevs av J. F. W. Herbst 1785.  Hepatus pudibundus ingår i släktet Hepatus och familjen Hepatidae. Inga underarter finns listade i Catalogue of Life.